# Dishonored 2
Vous lisez un « article de qualité » labellisé en 2021.
Dishonored 2 est un jeu vidéo d'action-aventure furtif en vue à la première personne développé par Arkane Studios et édité par Bethesda Softworks, sorti le 11 novembre 2016 sur Microsoft Windows, PlayStation 4 et Xbox One. Il s'agit de la suite de Dishonored sorti en 2012.
L'histoire se déroule dans la ville côtière de Karnaca quinze ans après les événements du jeu original, après la destitution de l'impératrice Emily Kaldwin par la sorcière Delilah Copperspoon. Le joueur peut choisir de jouer Emily ou Corvo Attano, son protecteur et père, alors qu'ils tentent de récupérer le trône. Emily et Corvo utilisent tous deux leurs propres capacités surnaturelles pour accomplir des missions et éliminer des cibles par la furtivité ou la violence, en naviguant dans des environnements ouverts.
La conception de Dishonored 2 a commencé lors du développement des contenus téléchargeables du jeu original, qui a conduit à la décision de donner la parole au personnage de Corvo, après qu'il soit resté muet tout au long de l'aventure. La décision de cette chronologie a été prise quand est venue l'idée qu'Emily devienne un personnage jouable. Les concepteurs se sont inspirés de l'architecture, de la mode et des technologies de l'an 1851 dans des pays méditerranéens tels que la Grèce, l'Italie ou l'Espagne, pour construire la ville de Karnaca. Arkane a également développé un tout nouveau moteur de jeu spécifiquement pour Dishonored 2.
Le jeu a été très bien accueilli par la critique spécialisée lors de sa sortie. Les critiques ont loué les améliorations apportées au titre original, telles que la furtivité plus difficile, l'adaptabilité des pouvoirs de Corvo et d'Emily, la direction artistique, la conception créative des missions individuelles, la conception du monde du jeu, l'intelligence artificielle et la bonne rejouabilité du jeu. Les principaux points négatifs sont dirigés vers le récit qui serait décevant, en plus de quelques problèmes techniques avec la version Microsoft Windows. Pour remédier à ces problèmes, le jeu a été mis à jour à plusieurs reprises, avec un mode New Game Plus, une fonction de sauvegarde et de chargement rapides et un paramètre de difficulté personnalisable. Dishonored 2 a remporté le prix du meilleur jeu d'action-aventure lors des Game Awards 2016 et de la meilleure conception des costumes aux NAVGTR Awards 2017.

## Trame

### Généralités
Bien que le jeu commence et se termine dans la ville industrielle de Dunwall, la capitale de l'Empire des îles, une grande partie de l'intrigue de Dishonored 2 se déroule dans la ville côtière de Karnaca, la capitale de l'île de Serkonos qui se trouve dans la région sud de l'Empire des îles, dont l'économie et les principales exportations dépendent de l'argent. Contrairement à Dunwall, qui dépendait de l'huile de baleine pour son électricité, Karnaca est alimentée par des éoliennes, elles-mêmes alimentées par des courants générés par une montagne fendue le long des frontières de la ville. Mais ces vents qui soufflent au-dessus et dans la ville peuvent provoquer des tempêtes de sable, principalement dans le district minier, que l'on appelle communément « Poussièreville » (« Dust District » en anglais). Deux factions, les Hurleurs et les Superviseurs, sont en conflit violent au début du jeu dans le district de Poussièreville. Les Hurleurs veulent s'opposer au nouveau duc et à son gouvernement qui ont pris place après le décès du précédent duc. Cela a amené la Grande Garde Serkonienne, l'armée et la police de Karnaca, à ériger des barrières défensives appelées « Murs de Lumière » (« Walls of Light » en anglais) en réponse à la tourmente et aux troubles,.

### Personnages

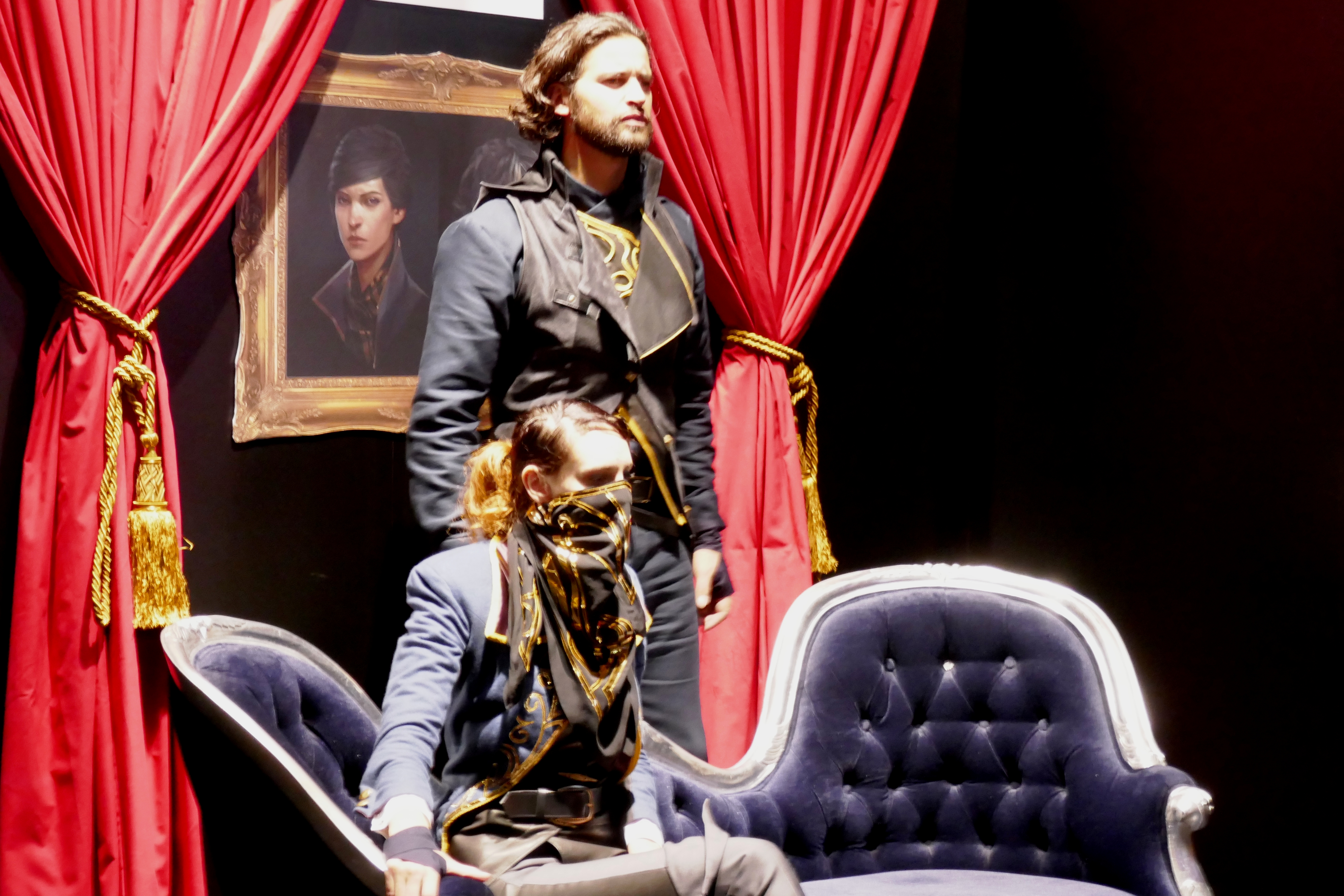
Cosplayeurs incarnant les personnages de Corvo et Emily à la Paris Games Week 2016.

Le joueur a le choix entre deux personnages : Emily Kaldwin (Erica Luttrell), l'Impératrice de l'Empire des Îles et Corvo Attano (Stephen Russell), le protecteur royal et personnage jouable du premier volet,.
L'antagoniste du jeu est la sorcière Delilah Copperspoon (Erin Cottrell), la demi-sœur de l'ancienne Impératrice Jessamine Kaldwin déjà apparue dans les contenus téléchargeables La Lame de Dunwall et Les Sorcières de Brigmore. Elle fait un coup d'état afin de reprendre le trône qui d'après elle lui revient. Pour ce faire, elle est soutenue par un groupe de personnes l'ayant aidée à s'échapper du Grand Vide : Luca Abel (Vincent D'Onofrio), le nouveau duc de Serkonos à la suite de la mort de son père Theodanis, Kirin Jindosh (John Gegenhuber (en)), le Grand Inventeur du Duc, Breanna Ashworth (Melendy Britt), la conservatrice du Conservatoire Royal, et le magnat de l'exploitation minière Aramis Stilton (Richard Cansino (en)) porté disparu depuis plusieurs années.
Le personnage choisi est aidé par Meagan Foster (Rosario Dawson), la capitaine du Dreadful Wale qui travaille avec l'inventeur de génie Anton Sokolov (Roger L. Jackson) qui a été enlevé. L'Outsider (Robin Lord Taylor) est également présent, proposant sa Marque au début du jeu et apparaissant de manière occasionnelle tout au long de l'histoire. Ce dernier donne au personnage choisi le Cœur, contenant l'esprit piégé de Jessamine Kaldwin (April Stewart).
Parmi les autres personnages se trouvent le Dr Alexandria Hypatia (Jessica Straus), l'alchimiste en chef de l'institut d'Addermire, Mortimer Ramsey (Sam Rockwell) un officier corrompu de la Dunwall City Watch, Liam Byrne (Jamie Hector), un membre de l'Abbey of the Everyman et vice-superviseur de Karnaca, qui est en conflit avec Paolo (Pedro Pascal), le chef de la faction des Hurleurs. La voix de Daud (Michael Madsen) est également audible via un enregistrement.

Portraits d'une partie des acteurs principaux
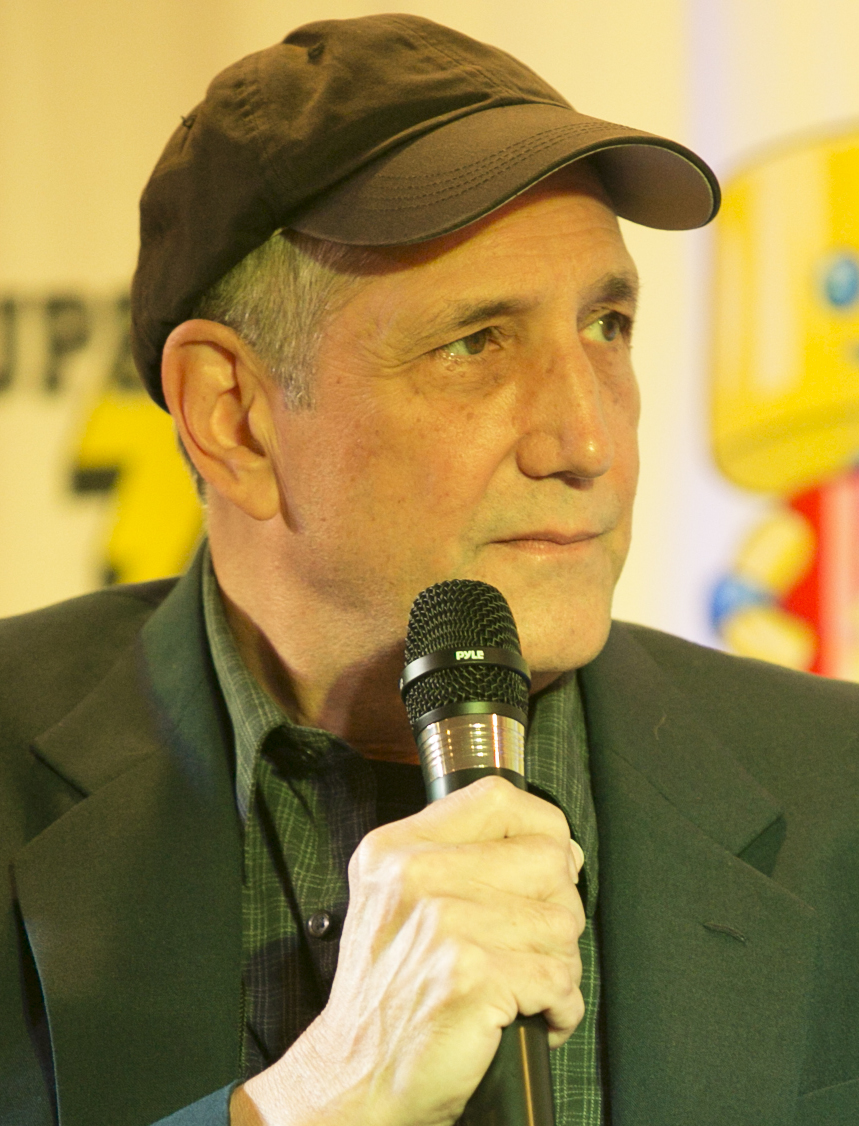
Stephen Russell en 2017.
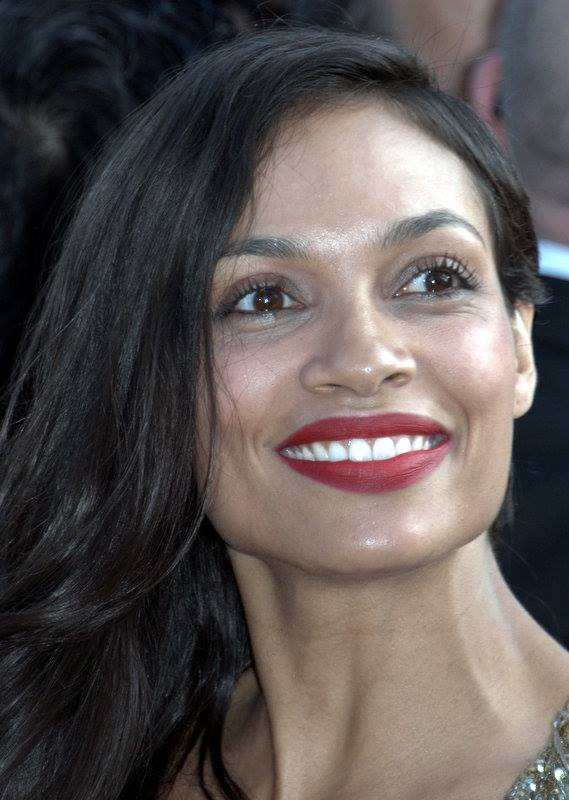
Rosario Dawson en 2013.
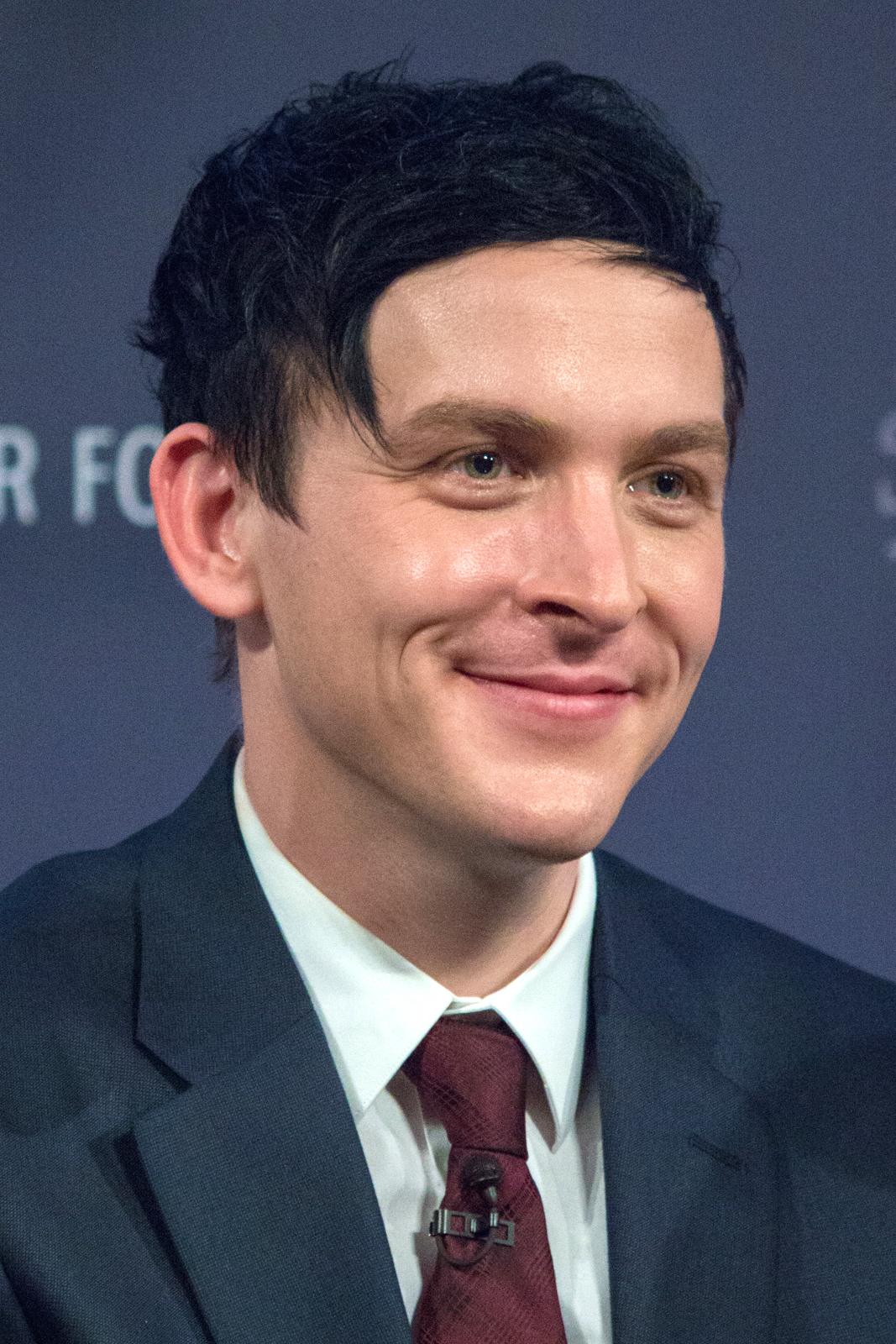
Robin Lord Taylor en 2014.
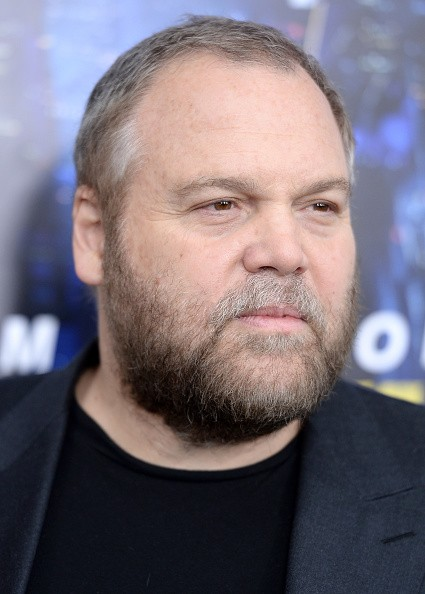
Vincent D'Onofrio en 2014.
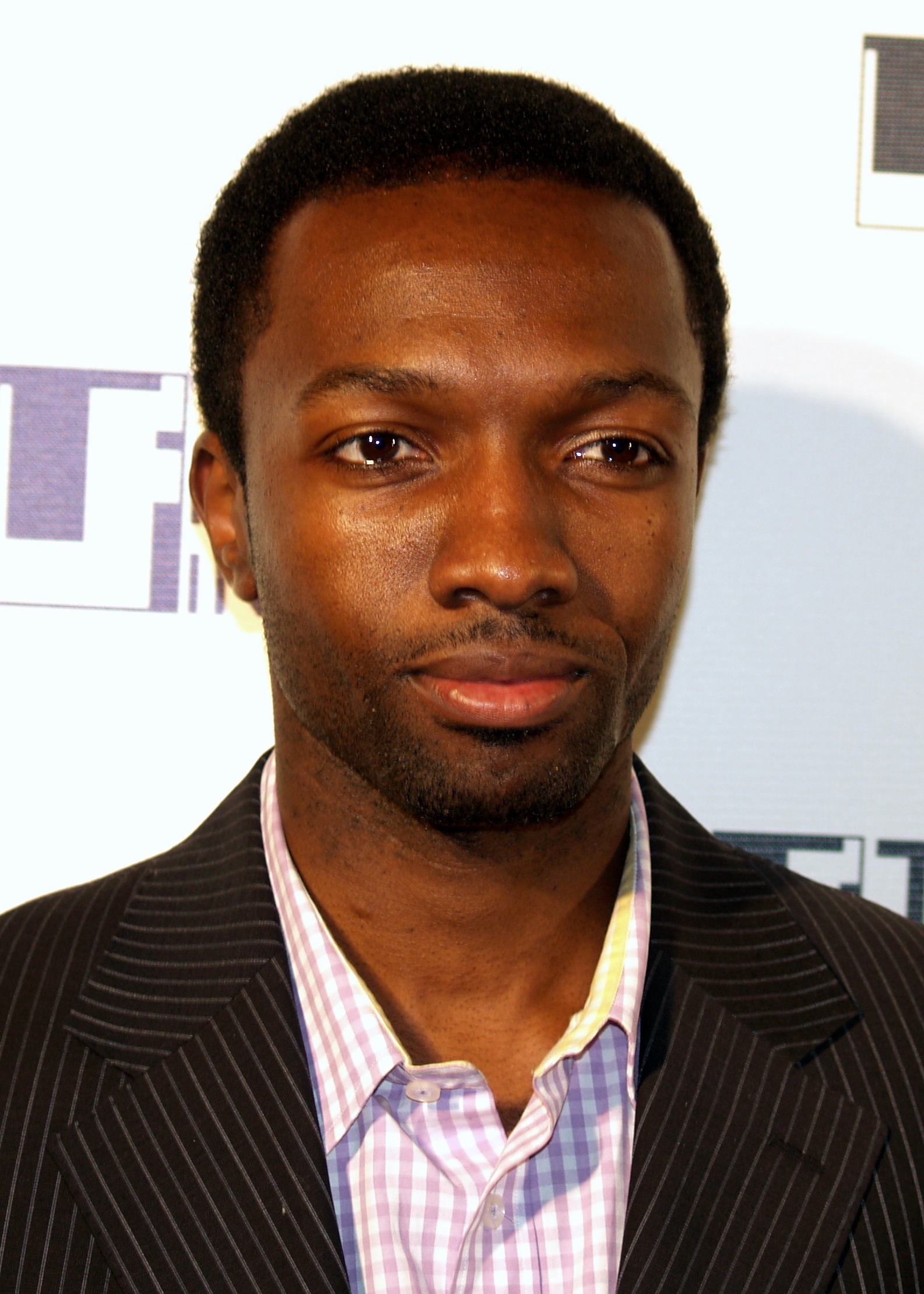
Jamie Hector en 2008.
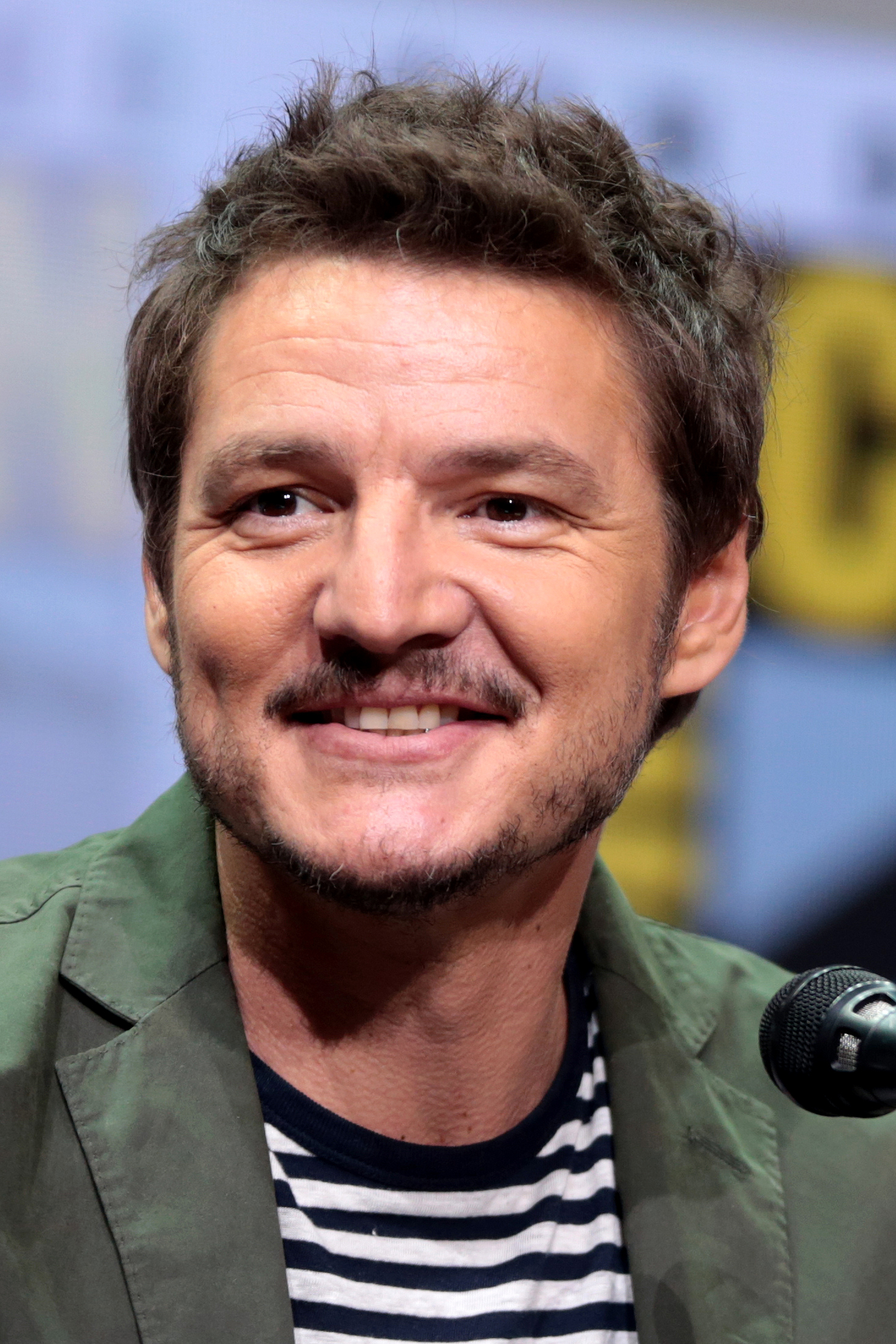
Pedro Pascal en 2017.
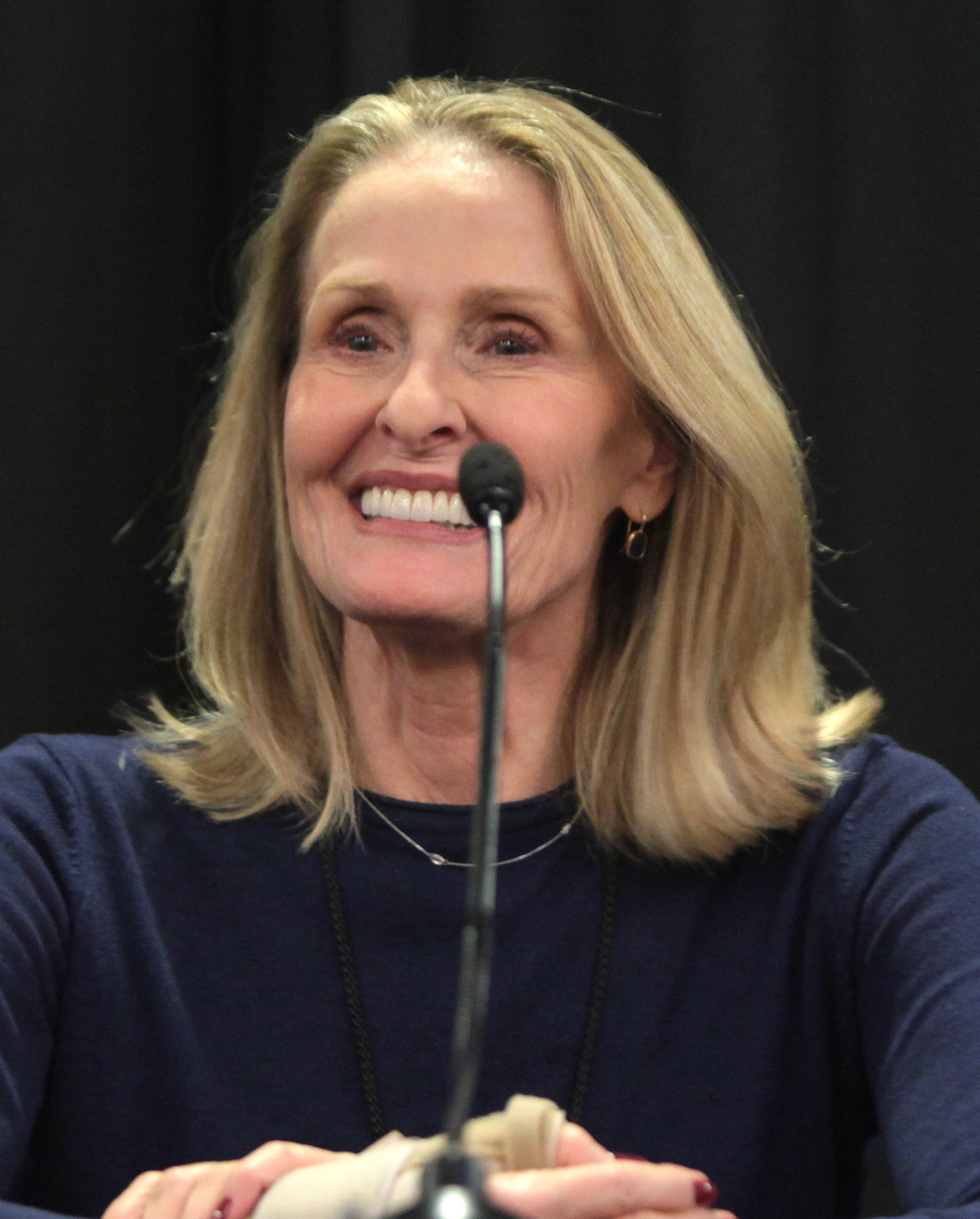
Melendy Britt en 2015.
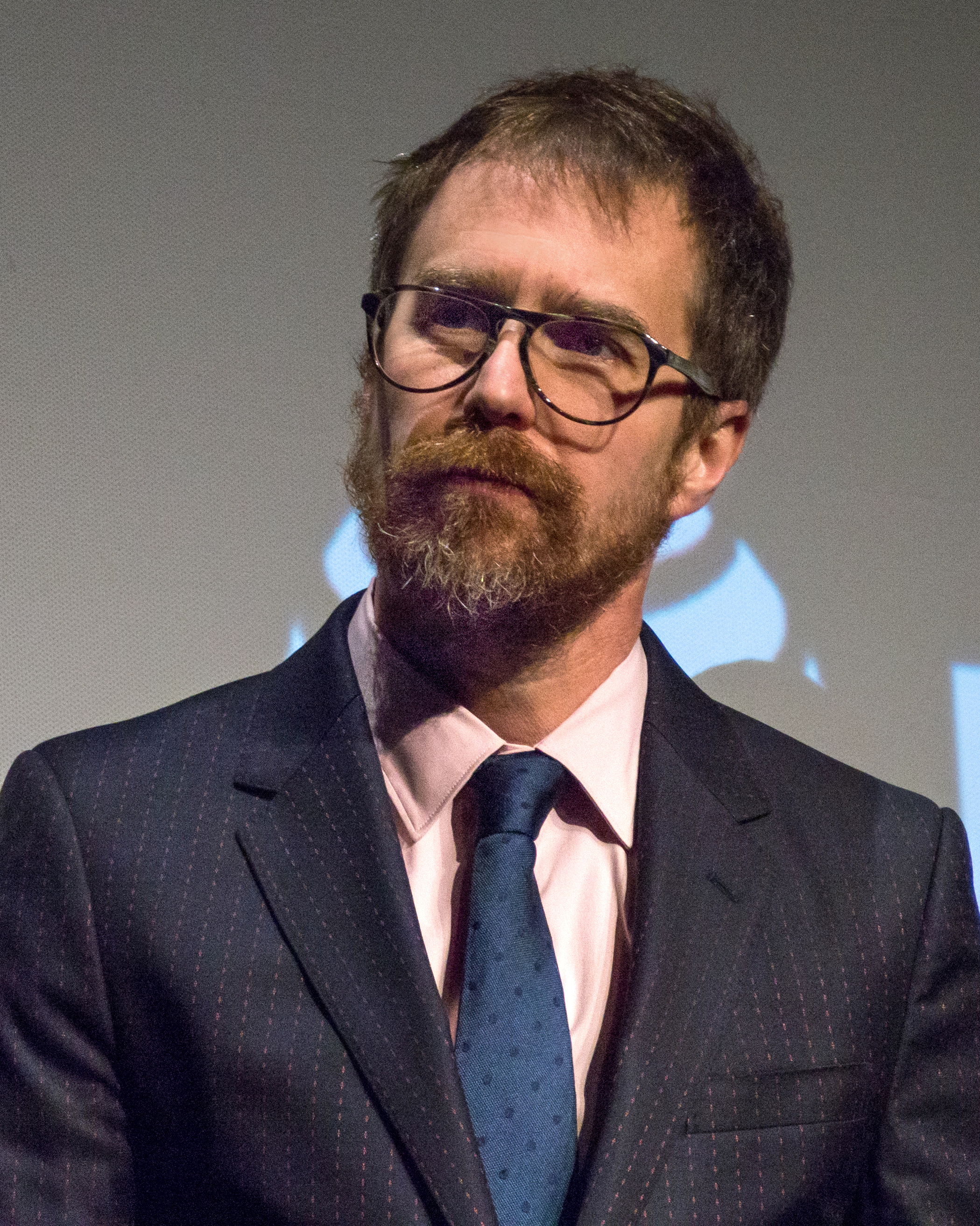
Sam Rockwell en 2018.

### Résumé
Le joueur choisit au début de l'histoire s'il veut incarner Corvo Attano, le Protecteur Royal, ou l'impératrice Emily Kaldwin. Par facilité, le personnage est désigné comme "Protagoniste" par la suite.
L'histoire commence à Dunwall, capitale de l'Empire des Îles, quinze ans après l'assassinat de l'impératrice Jessamine Kaldwin et la fin du complot dévoilé par Corvo Attano, protecteur royal. La paix semble régner à nouveau depuis l’épidémie de peste du rat qui a fait des ravages considérables. Emily, désormais plus âgée est devenue impératrice et s’entraîne au maniement des armes et au combat auprès de son père Corvo. Le jour de l'anniversaire de la mort de Jessamine Kaldwin, le duc de Serkonos, Lucas Abele, s'invite sans prévenir aux commémorations et présente à l'assemblée Delilah Copperspoon, qui annonce être la sœur cachée de Jessamine. S'auto-proclamant impératrice légitime devant la foule médusée, elle ordonne aux gardes corrompus présents de mettre au fers Emily et Corvo pour trahison, usurpation et pour les meurtres perpétrés au nom d'Emily par le « Tueur de la Couronne ».
Grâce à ses pouvoirs surnaturels, Corvo tue plusieurs gardes mais il ne peut rivaliser avec Delilah. Encerclés, le protagoniste est enfermé par le chef de la garde, Mortimer Rasmey, et l’autre changé en statue de pierre. Reprenant ses esprits, le protagoniste se venge de Rasmey en l'assassinant ou l'enfermant dans une chambre hermétiquement close avec des réserves de nourriture pour des mois. Le protagoniste doit alors fuir le palais de Dunwall et s'échapper vers les quais, où l'attend Meagan Foster, envoyée par Anton Sokolov pour avertir - trop tard - Emily et Corvo du coup d'État du duc. Ils naviguent pour Karnaca, où Delilah a commencé son ascension au pouvoir. Pendant le voyage, le joueur reçoit la visite de l'Outsider, qui lui offre des pouvoirs surnaturels et lui ordonne d'arrêter Delilah,.
Le progatoniste, à son arrivée à Karnaca, est chargé de retrouver Sokolov, qui a été enlevé par le Tueur de la Couronne. Le protagoniste découvre alors la ville de Karnaca, infestée de mouches de sang, les tensions des habitants avec les gardes du duc et l'influence des Superviseurs. Parvenant à la gare, il rejoint par voie ferrée aérienne l'Institut Addermire, un solarium abandonné, où il souhaite interroger Alexandria Hypatia, l'Alchimiste en chef du duc, dont un des patients est accusé d'être le Tueur de la Couronne. Le protagoniste découvre finalement que le Tueur est l'alter ego du docteur Hypatia, créé accidentellement alors qu'elle s'est injectée un sérum expérimental sur elle-même. Le duc exploita alors cette création frénétique et sanguinaire pour massacrer les nobles de Dunwall, opposant à Emily, pour faire croire que la machination venait d'elle-même pour asseoir son autorité. Le protagoniste peut décider alors de tuer le Tueur de la Couronne ou confectionner un antidote pour guérir Alexandria Hypatia.
Le protagoniste découvre également que Sokolov a été emprisonné par Kirin Jindosh, le grand inventeur du Duc, reclus dans son manoir mécanique. Rejeté par l'Académie des Sciences pour ses positions contre l'éthique, Jindosh possède une fascination pour Sokolov, tout en ayant un dédain, persuadé de son intellect supérieur. Il le garde enfermé pour qu'il témoigne et avoue sa supériorité. Son hubris n'ayant d'égal que son intelligence exceptionnelle, Jindosh laisse le protagoniste explorer librement son manoir et en découvrir les secrets permettant de changer sa disposition, et affronter ses gardes mécaniques surpuissants, spectateur de ce jeu du chat et de la souris. Il finit néanmoins par se laisser piéger : le protagoniste finit par le tuer ou lui faire goûter son propre sadisme en lui faisant subir un lavage de cerveau sur une chaise électrifiée, le réduisant à l'état de simple d'esprit. Le protagoniste ramène  ensuite Sokolov, affaibli par sa captivité .
Une fois réveillé, Sokolov oriente le joueur vers Breanna Ashworth, la conservatrice du Conservatoire Royal et sorcière travaillant pour Delilah. Les sorcières cruelles ont complètement pris le contrôle du bâtiment et s'en servent comme laboratoire pour leurs expériences et maléfices. Le progagoniste découvre qu'Ashworth avait pour responsabilité de faire sortir Delilah du Grand Vide après qu'elle a été vaincue par Daud, l'assassin qui a tué la mère d'Emily. Le protagoniste peut tuer Ashworth, ou la piéger en la faisant observer le Grand Vide par des lentilles dysfonctionnelles, lui supprimant alors tous ses pouvoirs .
Sokolov, comprenant que Delilah est trop puissante pour être éliminée par des moyens conventionnels, suggère d'enquêter au manoir d'Aramis Stilton, un magnat des mines bienveillant ayant disparu depuis quelques semaines. Cependant, le chemin du manoir est bloqué par un verrou inviolable conçu par Kirin Jindosh ; au sein du quartier de Poussièreville, Paolo, le leader du clan des Hurleurs et le grand superviseur Liam Byrne se vouent une guerre sans merci pour contrôler le territoire. Chacun propose au protagoniste de ramener le corps de son rival en échange de la solution de l'énigme du verrou Jindosh. Le protagoniste peut également neutraliser les deux leaders, les enfermer dans des cercueils et les expédier loin de Karnaca .
En entrant dans le manoir laissé à l'abandon de Stilton, le progatoniste découvre qu'il est devenu fou après avoir été témoin du rituel de résurrection de Delilah. Avec l'aide d'un artefact offert par l'Outsider, le joueur peut effectuer des sauts entre le présent et le soir du rituel, et espionner le Tueur de la Couronne, Kirin Jindosh, Breanna Ashworth et le duc Luca Abele tirer Delilah du Grand Vide. Par la suite, elle a séparé une partie de son âme et la place dans une statue, devenant ainsi immortelle. En empêchant Stilton de participer au rituel - simplement en l'assommant ou en le tuant - le manoir est réhabilité dans le présent, et de nombreux changements peuvent être observés.
Apprenant que la statue est dans le palais ducal, le protagoniste n'a pas d'autre solution que d'investir le gigantesque palais, où a lieu une soirée de débauche. Le protagoniste apprend que le duc emploie une doublure, le laissant exposé au danger lors des manifestations publiques. Ce dernier est nostalgique de l'ancien duc, Theodanis, le père de Luca, qui a rendu Karnaca prospère tout en étant plus bienveillant avec le peuple. Le protagoniste peut donc assassiner le duc, ou comploter avec la doublure après l'avoir identifié, pour provoquer un quiproquo, mettre aux arrêts le monarque décadent, et renverser progressivement sa politique, libérant Karnaca du joug du tyran. Finalement, grâce au cœur de l'Outsider, le protagoniste extrait l'âme de Delilah depuis la statue.
Le protagoniste retourne ensuite à Dunwall, sous le joug des sorcières, pour une confrontation finale avec Delilah. Il rejoint Dunwall Tower, où il peut éventuellement créer un artefact pour truquer le trône de Delilah, et la pousser à interagir avec une gigantesque fresque. Une fois dans le tablau, il peut affronter Delilah ou ruser pour la surprendre à revers. Après avoir réuni Delilah avec son âme, le joueur peut choisir de la tuer ou de la piéger.
Il y a plusieurs fins possibles selon que le joueur a causé un chaos élevé par des meurtres sans discernements, ou atteint un faible taux de chaos. Ces fins dépendent également de qui le joueur a tué ou épargné et des factions, le cas échéant, avec lesquelles il s'est arrangé.
Dans la fin de chaos élevé, le joueur est confronté au choix de libérer Emily/Corvo de la pétrification ou de le/la laisser ainsi. Si Emily est libérée, elle devient une impératrice vengeresse et purge brutalement les partisans de Delilah. Si Corvo laisse Emily pétrifiée, il prend le trône pour lui-même et devient un tyran brutal. Karnaca est soit gouverné par un nouveau tyran, soit s'effondre dans l'anarchie et, s'il est vivant, Sokolov devient un homme brisé après avoir été témoin de la perversion de son travail, et est exilé dans son pays d'origine.
Dans la fin chaos faible, le joueur libère Emily/Corvo de son emprisonnement. Un conseil de représentants, ou, éventuellement, Corvo, qui peut devenir le nouveau duc, prend en charge Karnaca et ramène la ville à son ancienne gloire. Emily devient une souveraine juste et équitable, réunissant l'Empire. Sokolov, fier de voir son travail utilisé à bon escient, retourne dans son pays d'origine pour passer ses derniers jours dans le confort.
Dans les deux cas, si Meagan survit, elle se révèle être en réalité Billie Lurk et part à la recherche de Daud.

## Système de jeu

### Généralités
Dishonored 2 est un jeu d'action-aventure furtif joué à la première personne,. Après avoir joué le rôle de l'impératrice Emily Kaldwin pendant le didacticiel et le prologue, les joueurs peuvent décider de jouer le rôle d'Emily ou de Corvo Attano, le protagoniste de Dishonored. Les missions secondaires débloquent des méthodes d'assassinat alternatives, des approches non létales et des nouveaux moyens d'avancer dans la mission principale. Le joueur dispose de plusieurs objets tels que l'épée, le pistolet, l'arbalète, les grenades et les mines, qui peuvent tous être améliorés,. Les améliorations peuvent être achetées dans les magasins du marché noir trouvés à travers les niveaux, et les plans dispersés dans l'environnement débloquent de nouvelles améliorations. Des pièces de monnaie sont nécessaires pour acheter ces améliorations. Elle peuvent être trouvées à travers les niveaux ou obtenues à partir d'autres objets de collection, comme des peintures volées. Les joueurs peuvent choisir de jouer furtivement ou non et peuvent terminer le jeu sans mourir, voire sans perdre la moindre vie. Les élixirs de santé et les consommables alimentaires restaurent la santé, tandis que les élixirs de mana reconstitue le mana.
La détection des ennemis, et inversement, fonctionne à partir de la ligne de mire, le joueur pouvant utiliser des zones de couverture ou des zones surélevées en dehors des cônes de vision des ennemis pour ne pas être détectés. L'obscurité peut aider le joueur à rester caché, mais cela ne fonctionne qu'à distance. Les jauges d'alerte ennemies et les signaux musicaux permettent au joueur de savoir s'il a été repéré. Le bruit incitera les ennemis à enquêter, y compris le bruit produit par des bouteilles cassées ou l'épée du protagoniste frappant un mur. Cela peut être utilisé délibérément pour attirer les gardes dans des pièges ou perturber leur itinéraire de patrouille. Le joueur peut regarder à travers les trous de serrure pour observer une pièce avant d'entrer et peut également se pencher afin d'observer les environs sans s'exposer complètement. Dans Dishonored 2, le joueur peut être détecté s'il se penche trop longtemps hors de sa couverture, ce qui n'était pas le cas dans le jeu original. Pour éviter d'être détecté, le joueur peut étouffer les ennemis ou leur trancher la gorge et les corps peuvent être emportés ou dissimulés. Les alarmes peuvent être désactivées pour s'assurer que les ennemis ne sont pas alertés de la présence du joueur. Les « Murs de Lumière » (Walls of Light en anglais), barrières électriques mortelles alimentées par le vent ou l'huile de baleine, sont susceptibles d'être éteints ou d'être recâblés afin que seuls les ennemis soient tués en les traversant. Enfin, les bidons d'huile de baleine explosent lors d'un impact violent et peuvent être lancés sur les ennemis pour les tuer.
Dishonored 2 introduit des mouvements de combat non létaux pour déséquilibrer les ennemis ou leur faire perdre connaissance tels que les étranglements, les blocages, les poussées, les coups de pied, les glissades accroupies, les fléchettes d'endormissement, les mines étourdissantes et diverses capacités surnaturelles. Le système de chaos du jeu précédent est également présent,. Le joueur gagne du chaos en tuant des personnages, représentant ainsi à quel point le joueur déstabilise le monde. Le jeu ajoute un élément au système où, au début d'une mission, des personnages non-joueurs aléatoires se voient attribuer l'un des trois états suivants : sympathique, coupable et meurtrier. Tuer une personne « sympathique » donne au joueur plus de chaos que de tuer l'un des deux autres, alors que tuer un personnage « meurtrier » lui en donne une quantité moindre. La quantité de chaos accumulé affecte les dialogues d'Emily et de Corvo, en plus de la quantité d'ennemis présents dans chaque niveau,. De plus, des insectes appelés mouches de sang font des nids dans les cadavres, et par conséquent, si de nombreuses personnes sont tuées, il y aura une augmentation du nombre de ces mouches. Cela encourage le joueur à cacher les corps loin de lui pendant les missions pour ne pas alerter les ennemis. Du butin peut être trouvé en détruisant ces nids. Chaque niveau du jeu est destiné à avoir un thème unique, que ce soit dans les environnements ou dans les mécaniques de jeu,. Par exemple, dans un niveau, le joueur est confronté à deux factions, chacune avec sa propre cible d'assassinat, et peut utiliser les tempêtes de poussière pour se couvrir. Dans un autre, une distorsion temporelle est introduite lorsque le joueur traverse un manoir abandonné. Le joueur reçoit un artefact magique qui lui permet de voyager trois ans en arrière quand le manoir était encore occupé, et peut passer d'une temporalité à l'autre comme il le souhaite.

### Pouvoirs et compétences
Comme dans le premier jeu, le joueur a accès à des pouvoirs surnaturels. Ces pouvoirs sont facultatifs et peuvent être rejetés, permettant au joueur de jouer tout le jeu sans eux. Que ces capacités soient refusées ou non, le joueur reçoit un cœur mécanique qui l'aide à découvrir des charmes d'os et des runes. Ceux-ci fournissent respectivement des bonus et des points de compétence. Si les pouvoirs ne sont pas acceptés, les runes sont converties en pièces supplémentaires. Le cœur révèle également si les personnes que le joueur rencontre sont sympathiques, coupables ou meurtriers. Contrairement au premier jeu, le système de mise à niveau a été remplacé par un arbre de compétences avec de multiples chemins et améliorations possibles. Un pouvoir peut obtenir une amélioration mortelle ou non mortelle. Chaque personnage a des pouvoirs uniques sauf « Vision des Ténèbres », le pouvoir qui identifie plus facilement l'environnement du joueur, y compris l'endroit où un ennemi dirige son regard, qui est disponible pour les deux. Un autre arbre de compétences, commun aux deux personnages jouables, débloque davantage de capacités passives qui ne consomment pas de mana, telles que la capacité de courir plus vite et de sauter plus haut, ou la capacité de fabriquer des charmes d'os.
Corvo conserve de nombreux pouvoirs disponibles dans le premier jeu, bien que sa progression ait été réinitialisée. « Clignement » le téléporte à un endroit choisi, mais peut en plus être amélioré pour geler le temps ou infliger des dégâts à l'impact, avec l'élan acquis par la téléportation. Corvo peut invoquer des rats avec « Nuée Vorace » pour éliminer les cadavres avant que les mouches de sang n'y pondent des œufs. Alors que son utilisation originale permettait seulement à Corvo de posséder des animaux et des humains, « Possession » est amélioré pour prendre le contrôle des cadavres ainsi que de plusieurs hôtes successivement. « Pli Temporel » peut être utilisé pour ralentir le temps, contourner des points de contrôle dangereux ou atteindre des ennemis sans être vu. La capacité « Rafale » permet à Corvo d'invoquer un souffle de vent qui peut dévier les projectiles et pousser les ennemis près des rebords,. Emily possède de nouveaux pouvoirs, dont « Longue portée », qui lui permet d'attirer des objets et des ennemis vers elle et de voyager sans mouvement physique en s'accrochant à quelque chose pour se propulser vers l'avant. Elle peut utiliser « Fascination » pour distraire ses ennemis, les mettant dans un état de sédation. « Domino » permet à Emily de connecter plusieurs de ses ennemis ensemble afin qu'ils aient le même destin. Avec « Ombre errante », elle se transforme en une ombre qui se déplace rapidement et change de tangibilité à volonté. « Clone d'ombre » évoque un clone d'Emily dans le but de tromper ses adversaires,.

## Développement
Dishonored 2 a été développé par Arkane Studios et édité par Bethesda Softworks. Après avoir co-dirigé le premier jeu, Harvey Smith a assumé à lui seul le rôle de directeur de la création sur Dishonored 2,. Alors que le premier Dishonored a été développé conjointement par les équipes de Arkane dans leurs bureaux à Lyon en France et Austin aux États-Unis, Dishonored 2 a été uniquement développé à Lyon car l'équipe d'Austin était concentrée sur le jeu Prey. Les deux studios ont tout de même collaboré ensemble, chacun essayant les niveaux de l'autre,. Dinga Bakaba, concepteur en chef sur le projet, témoigne des années plus tard que la création de Dishonored 2 a occasionné des phases de crunch pour l'équipe de développement et mené plusieurs d'entre eux au burnout et au départ d'Arkane.

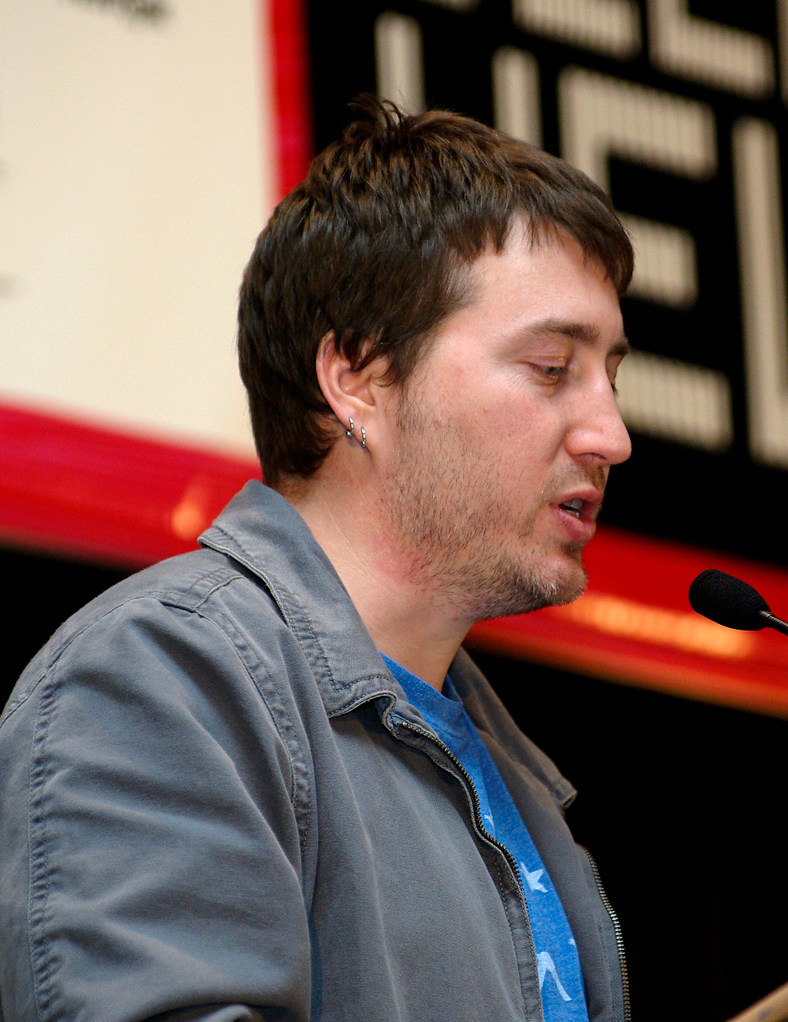
Harvey Smith, directeur créatif de Dishonored 2.

Le jeu tourne grâce au moteur de jeu d'Arkane, le Void Engine, contrairement au premier jeu, dans lequel l'Unreal Engine 3 était utilisé. Le Void Engine est basé sur le moteur id Tech 5,, même si la majorité du moteur a été réécrit. Arkane a notamment supprimé des éléments inutiles du moteur comme la partie monde ouvert et a retravaillé les graphismes. Le nouveau moteur de jeu a pour but d'améliorer l'éclairage et le post-traitement du jeu pour améliorer les visuels du jeu et permet également d'intégrer de la transluminescence.
L'équipe du studio d'Austin étant partie pour travailler sur Prey, Arkane Studios Lyon a dû reconstruire une équipe centrée sur l'intelligence artificielle (I.A.) et a dû recommencer l'I.A. du jeu « de zéro ». En plus de leur propre I.A. individuelle, les gardes répondent à une « I.A. Maîtresse » qui leur assigne une fonction et les aide à réagir ainsi qu'à travailler ensemble.
Dishonored n'a pas été initialement développé avec pour projet d'avoir une suite, mais les idées d'une suite ont commencé à émerger durant le développent des contenus téléchargeables. L'impact qu'Emily a eu sur les joueurs dans Dishonored, impact qui a changé la façon dont le jeu était joué, est rentré en compte dans la décision de continuer son histoire et de lui donner plus de profondeur dans Dishonored 2,. Bien que ce choix a eu pour conséquence d'avancer la chronologie de la trame scénaristique, Arkane ne voulait pas aller trop loin dans le temps par crainte de perdre l'esthétique fantasy et steampunk de la série. Le choix d'inclure Corvo comme personnage jouable alternatif a été une décision prise sur le tard, mais Smith l'a regretté plus tard et a affirmé à la fin de la production que cette décision était une erreur, expliquant que l'équipe aurait dû se concentrer exclusivement sur Emily puis approfondir le personnage de Corvo dans d'éventuels contenus supplémentaires.
Contrairement au premier jeu, il a été décidé qu'Emily et Corvo seraient doublés dans Dishonored 2. Les développeurs ont expérimenté le fait d'avoir un personnage jouable doté de parole avec le personnage de Daud dans les contenus téléchargeable La Lame de Dunwall et Les Sorcières de Brigmore,. Les personnages jouables dotés d'une voix permettent aux développeurs d'attirer l'attention sur différents choses montrés à l'écran grâce aux dialogues. Arkane a trouvé que cela permettait aux joueurs d'être plus investis émotionnellement. Corvo ayant été un personnage silencieux dans le premier jeu, Arkane ne voulait pas aller à l'encontre des suppositions que les joueurs ont pu avoir à son égard, tout en lui donnant une personnalité plus assertive, ce qui d'après Smith s'est avéré être un challenge pour les scénaristes. Corvo est interprété par Stephen Russell qui collabore depuis de nombreuses années avec Arkane Studios et Bethesda tandis qu'Erica Luttrell interprète Emily, remplaçant ainsi Chloë Grace Moretz qui lui prêtait sa voix dans le premier volet. Autre changement de voix, celui de l'Outsider qui n'est pas interprété par Billy Lush mais par Robin Lord Taylor. Au départ, le joueur devait avoir accès à tous les pouvoirs, peu importe le personnage qu'il avait choisi. Cependant, l'équipe a choisi de les limiter et de faire en sorte que les pouvoirs des protagonistes « reflètent leur vie ou leur histoire dans ce monde ». Les concepteurs ont pris comme défi de s'adapter à chaque style de jeu sans que l'un annule l'autre. Ils devaient prendre en compte les complexités liées à la façon dont les pouvoirs surnaturels seraient utilisés, notamment à une difficulté croissante concernant la possibilité de traverser le jeu sans aucun pouvoir.
Arkane a pris en compte et a été influencé par certaines critiques du premier Dishonored. Même si la difficulté n'était pas considérée comme un problème majeur, un certain nombre de joueurs se sont plaints que le premier jeu était trop simple, ainsi, la difficulté a été retravaillée,. Le système de chaos de Dishonored, qui se résume à être soit considéré comme un pacifiste ou un meurtrier, a été conçu pour avoir plus de profondeur dans la suite. Le système de chaos modifié, où différents individus se voient octroyer une quantité variable de chaos, a été implémenté dû au nombre de joueurs s'étant servi du Cœur dans le premier jeu. Le Cœur révélant les secrets de n'importe quel personnage, les joueurs peuvent l'utiliser pour décider quel personnage tuer et lequel épargner. Le système d'amélioration a également été consolidé et est devenu un arbre de compétences tandis que les charmes d'os sont des items que l'on peut fabriquer soi-même, avec 400 000 combinaisons possibles.
Avec Dishonored 2, les développeurs ont voulu rendre le jeu plus représentatif. Arkane a essayé de donner plus de rôles clés à des personnages non blancs pour correspondre à la nature « melting pot » de l'Empire des Îles et ainsi créer un monde réaliste, mais aussi pour s'assurer que chaque joueur potentiel pourrait se trouver reflété dans le jeu,. Les personnages qui ne sont pas hétérosexuels existent dans le jeu mais les développeurs voulaient que ça soit perçu comme naturel dans le monde plutôt que de dessiner une « grosse flèche » au-dessus de leur tête. La sexualité d'Emily n'est délibérément jamais spécifiée afin que les joueurs puissent en faire leur propre interprétation. Dishonored a reçu quelques critiques sur le fait de donner aux femmes des types de rôles assez limités. À partir des contenus téléchargeables de Dishonored, Arkane a tenté de répondre à ces préoccupations, en essayant d'atteindre un équilibre plus réaliste dans ce monde. Cette orientation s'est poursuivie dans Dishonored 2, dans lequel les femmes ont des rôles plus diversifiés, certaines étant des gardes.

### Conception
Comme pour le premier jeu, Sébastien Mitton est le directeur artistique du jeu,. Viktor Antonov, qui a aidé à concevoir la conception visuelle distinctive de Dishonored, était devenu consultant créatif général pour Bethesda et était donc moins impliqué dans la conception de Dishonored 2. Arkane s'est inspiré de peintures et de sculptures pour sa conception visuelle et a demandé à Lucie Minne de mouler plusieurs bustes en argiles qui ont été conçus entre les modèles 2D et 3D,,. Le jeu commence et se termine dans la ville de Dunwall, l'endroit où se déroule le jeu original, mais la plupart de Dishonored 2 se déroule à Karnaca, le « Joyau du Sud ». Le changement de décor est venu en partie de la volonté de montrer une autre zone de l'Empire des Îles. Smith a commenté l'utilisation des deux villes, affirmant qu'Arkane préférait « commencer à la maison … puis [s']aventurer dans un endroit exotique et enfin revenir ». Mitton voulait que Dishonored 2 soit visuellement un « voyage vers une nouvelle ville », tout en gardant la même sensibilité que celle du premier jeu ainsi que des éléments comme l'oppression, la maladie ou la magie.
La création de l'histoire de Karnaca aurait pris environ un an. Après la création des grandes lignes du décor, l'équipe s'est concentrée sur le développement des idées non pas inspirées du monde réel, mais du monde du jeu. Ainsi, si un lieu se trouve près d'une mine d'argent, on doit y trouver des objets en argent comme des bijoux. Arkane s'est appuyé sur l'anthropologie et la politique pour la création de l'histoire de l'île, l'intégration des premiers colons de la région, l'influence des puissances étrangères qui y ont élu domicile et les différentes « courants de culture » qui ont façonné la ville. Plusieurs types d'architecture se trouvent à Karnaca afin de refléter les différentes vagues de colonisation. L'équipe d'Arkane a travaillé avec des designers industriels et des architectes pour la création de Karnaca.
Basée sur les pays d'Europe du Sud comme la Grèce, l'Italie et l'Espagne, Karnaca est plus chaude et ensoleillée que Dunwall,. Des photos de plusieurs lieux variés tel que Cuba, Lyon ou Malibu ont servi d'inspirations pour la conception de la ville. Les bâtiments de Karnaca ont souvent des toits plats et des fenêtres ornées. Des photographies des années 1920 ont été examinées afin de construire le décor du jeu avec un cadre historique ancien, grâce notamment à des sites internet de référence dans la photographie et aux œuvres du photographe mexicain Agustín Casasola. Alors que Dishonored a été construit en grande partie sur la base du monde réel de 1837, Dishonored 2 est inspiré des « formes architecturales, des modes populaires et des technologies étranges » de 1851. Arkane a tenté de prendre en compte les préoccupations architecturales, en considérant les effets que le vent aurait sur le développement de la ville. L'un des exemples les plus notables est l'électricité qui est générée grâce à des éoliennes. Les concepteurs et architectes de niveaux ont collaboré tout au long de la production du jeu et spécifiquement lors de la construction des lieux. Enfin on peut retrouver par petites touches le style d'Art nouveau dans la ville de Karnaca.
Les développeurs avaient pour intention de représenter Karnaca comme un environnement sans trop de fantaisie pour que la ville donne l'impression qu'elle pourrait réellement exister. Arkane voulait éviter ce qu'un membre du personnel a appelé « l'effet Deus Ex », dans lequel des tuyaux de ventilation de taille humaine sont placés partout où les concepteurs le jugeaient nécessaire, souvent dans des endroits absurdes. L'équipe a également essayé de refléter les aspects pratiques de la vie quotidienne, avec par exemple la présence de toilettes dans chaque bâtiment et l'emplacement rationnel des gardes. Des colonies dans des endroits tels que l'Australie, l'Inde et l'Afrique ont été étudiées pour comprendre l'adaptation d'un climat froid comme celui de Dunwall à une région plus chaude comme Karnaca.
En concevant la propagande du jeu, les concepteurs ont étudié son utilisation dans l'histoire, retrouvant les mêmes types d'éléments réapparaissant à travers les siècles. Contrairement à la propagande plus militariste du premier Dishonored, les développeurs ont cette fois voulu appliquer une approche plus subtile avec des affiches montrant que toutes les aides apportées au peuple de Serkonos étaient dorénavant « annulées ». Ceci met en lumière la nature de la tyrannie telle que pratiquée par le duc de Serkonos et son gouvernement. Pour aller encore plus dans le détail, l'équipe de narration a créé des produits dérivés et des noms de marque fictifs et en a fait la publicité.

### Commercialisation
Le jeu a été officiellement annoncé par les coréalisateurs de Dishonored Raphaël Colantonio et Harvey Smith, lors de la conférence de presse de Bethesda à l'Electronic Entertainment Expo 2015, mais l'information a fuité quelques heures auparavant. Les bustes en argile de Lucie Minne, ainsi que d'autres œuvres d'art des deux Dishonored, ont été exposés au musée Art Ludique à Paris entre octobre 2015 et mars 2016 dans le cadre de l'exposition L'Art dans le Jeu vidéo : L'inspiration française, centrée sur les jeux vidéo français,. Dishonored 2 est de nouveau apparu à l'E3 2016. Une image du jeu a été présentée dans le cadre de la collection Into the Pixel 2016. Le jeu est passé gold le 1er novembre 2016 et est sorti officiellement le 11 novembre de la même année sur Windows, PlayStation 4 et Xbox One. La version Windows était protégée contre la falsification par le logiciel anti-piratage de Denuvo, mais a finalement été crackée en juin 2017 par le groupe de hackers SteamPunks.
Les joueurs ayant précommandé Dishonored 2 ont pu accéder au jeu complet un jour plus tôt. Bethesda a annoncé une édition collector spéciale comprenant une réplique de 34 cm (13,5 pouces) du masque de Corvo Attano, une réplique en alliage de zinc de la bague d'Emily Kaldwin, une affiche de propagande de Delilah Kaldwin et d'un boîtier en métal pour contenir le disque et le manuel du jeu. Des bonus numériques ont également été inclus sous la forme d'un Imperial Assassin's Pack, qui comprenait du contenu supplémentaire dans le jeu. Les précommandes pour les versions consoles de l'édition collector étaient accompagnées d'un exemplaire de Dishonored: Definitive Edition, une version remasterisée du premier jeu pour la huitième génération de consoles, avec tout le contenu téléchargeable inclus.
Dishonored 2 a reçu des mises à jour après sa sortie. Le mode New Game Plus, sorti le 19 décembre 2016, permet aux joueurs d'accéder aux pouvoirs des deux protagonistes en une seule et même partie. Des paramètres de difficulté personnalisables et une option permettant de sélectionner des missions individuelles ont été ajoutés à toutes les plateformes le 23 janvier 2017. Un standalone, Dishonored : La Mort de l'Outsider, est sorti le 15 septembre 2017.

## Accueil

### Pré-lancement
La révélation qu'Emily Kaldwin allait devenir un personnage jouable à l'E3 2015 a attiré l'attention avant la sortie du jeu. GamesRadar l'a qualifié de l'une des plus grandes surprises de l'événement, notant la rareté des protagonistes féminines. GameSpot et The Guardian ont tous deux commenté l'importance des personnages féminins lors de cette exposition et du fait que cette évolution était bénéfique au domaine du jeu vidéo,. Game Informer considère Emily comme l'un des dix nouveaux personnages « les plus prometteurs » révélés durant l'exposition. L'apparition du jeu à l'E3 2016 a été saluée. IGN lui a décerné le titre de « Meilleur jeu Xbox One », et il a été nommé dans les catégories « Jeu de l'exposition », « Meilleur jeu PlayStation 4 », « Meilleur jeu d'action », « Meilleure bande-annonce » et « Meilleur jeu PC ».
Dishonored 2 a été nommé pour les catégories « Best of Show », « Meilleur jeu sur console », « Meilleur jeu PC » et « Meilleur jeu d'action/aventure » aux Game Critics Awards. Game Informer lui a décerné le prix de « Meilleur jeu multiplateforme ». PC Gamer a donné au jeu le prix de « Best of Show ». Enfin Eurogamer a sélectionné le jeu comme l'un des cinq meilleurs jeux de cet E3, commentant qu'« il est difficile d'imaginer qu'il y aura un jeu aussi complexe sorti cette année, ni un aussi imaginatif ».

### Accueil critique
Dishonored 2 a été très bien reçu par la critique lors de sa sortie. Selon l'agrégateur de notes Metacritic, les versions PlayStation 4 et Xbox One ont une note moyenne de 88/100,, basées respectivement sur 62 et 25 avis collectés, tandis que la version Microsoft Windows a une note moyenne de 86/100 selon 40 avis collectés. Lors de sa sortie, les joueurs PC ont signalé des problèmes de performances tels que la perte de fréquence d'images et de résolution, et des plantages du système,. Trois correctifs pour la version PC ont été publiés pour remédier aux problèmes,. Les missions « Le Manoir mécanique » et « La Déchirure » ont été hautement appréciées,,,. Le jeu a reçu plus d'une centaine de prix Meilleur jeu de 2016.
Chris Carter de Destructoid a qualifié l'approche furtive de « glorieuse », notant également que le Cœur était son moyen préféré de découvrir de nouveaux contenus, que les énigmes et les défis étaient exigeants et qu'il était gratifiant de devenir un meilleur assassin. Ses principales critiques portaient sur les problèmes techniques sur Xbox One : « des problèmes de doublage et de script malgré la narration intéressante ». Nick Plessas d'Electronic Gaming Monthly explique que Dishonored 2 a réussi à recréer « beaucoup des expériences positives du titre précédent, mais [que cela nécessite] un effort beaucoup plus important de la part du joueur pour les réaliser ». Selon Plessas, la substance émotionnelle du jeu vient principalement du personnage principal, ainsi qu'aux choix et à leurs conséquences sur l'histoire, bien qu'il ait été beaucoup plus ému par les « petits moments » du jeu que par la fin.
Matt Bertz de Game Informer a constaté que l'équilibre entre les approches de chaos élevé et chaos faible était amélioré et que chaque approche générait des scénarios tout aussi intéressants. Les capacités de chaque personnage ont été saluées comme « tout aussi utiles ». Bertz a cependant critiqué les battements de l'histoire principale, les qualifiant de « précipités et sous-développés », tout en louant la narration environnementale. James Kozanitis de Game Revolution a apprécié jouer le rôle d'Emily Kaldwin et a déclaré que, malgré le fait que certains éléments de Dishonored étaient revenus, elle réussit a insuffler une nouvelle perspective à l'expérience globale. Kozanitis a favorisé l'approche plus furtive, qui serait mieux adaptée aux quêtes secondaires, ce qui était selon lui la principale motivation à jouer à Dishonored 2. Scott Butterworth de GameSpot a été satisfait de l'utilisation des armes et a observé que les modèles de comportement sophistiqués de l'intelligence artificielle permettaient une expérience « amusante », en particulier pour la furtivité. Il a critiqué le manque de défis plus difficiles, déplorant que les nouveaux ennemis n'aient pas été bien utilisés. Butterworth a néanmoins décrit la mission « La Déchirure » comme un « chef-d'œuvre » et « Le Manoir mécanique » comme « hallucinante ».
Lucas Sullivan de GamesRadar+ a complimenté son système de jeu, ses capacités surnaturelles et l'exécution globale du jeu, mais n'a pas vraiment apprécié le développement du personnage et les contraintes liées à certaines mécaniques de jeu qui étaient par ailleurs « brillantes ». GamesRadar a fait remarquer dans les jours qui ont suivi que la mission « Le Manoir mécanique » illustrait ce qu'Arkane Studios était capable de faire comme « conception de niveau riche et complexe ». Lucy O'Brien d'IGN a estimé que la décision de partager les pouvoirs et les détails de l'histoire entre les deux personnages jouables était « intelligente », expliquant que les capacités des personnages étaient parfaitement adaptables aux deux styles de jeu. Elle a également salué la façon dont la conception des niveaux distinguait chaque niveau en termes de mécaniques de jeu uniques et a exprimé son admiration devant « l'esthétique magnifique » du monde du jeu. Phil Savage, de PC Gamer, a déclaré qu'« au pire, Dishonored 2 offre une expérience similaire à son prédécesseur, c'est-à-dire qu'il offre des dizaines d'heures extraordinaires de furtivité et d'action à la première personne ». PC Gamer a ensuite reconnu « Le Manoir mécanique » comme l'un des meilleurs niveaux de 2016. Arthur Gies de Polygon a souligné que le système de combat avait été « amélioré et affiné », l'environnement était la « plus grande force » du jeu et que l'intelligence artificielle avait « une excellente vision périphérique », tout en considérant l'incapacité de rejouer les missions et l'absence d'un New Game Plus comme des points négatifs. Alice Bell de VideoGamer.com a écrit dans son analyse que « Dishonored 2 reprend tout ce que vous avez aimé de Dishonored et l'améliore sans en faire trop. C'est un jeu magnifiquement conçu et profond, plein de joyaux cachés et d'histoires secrètes. »

### Ventes
Les ventes de Dishonored 2 sont jugées globalement décevantes, en particulier en comparaison du résultat commercial du premier opus. Deux ans après sa sortie, en 2018, le jeu s'est vendu à 2,5 millions d'exemplaires, là où son prédécesseur, qui ne bénéficiait pourtant pas d'un nom de marque établi, en avait vendu 3 millions,.
Dishonored 2 est le quatrième jeu le plus vendu au cours de sa première semaine de sortie, mais les ventes de la semaine de lancement chutent de 38 % par rapport au jeu original, bien que seules des ventes des copies physiques aient été décomptées,. La même semaine, le jeu vend le plus de précommandes sur Steam et se classe sixième des ventes globales. Il s'agit du septième jeu vidéo le plus vendu au Royaume-Uni au cours de sa deuxième semaine de sortie, une baisse de 52 % par rapport à la première semaine,. Après une réduction de son prix, Dishonored 2 réintègre les classements britanniques au cours de la quatrième semaine de mai 2017 en se classant à la 8e place avec une augmentation de 1 267 % des ventes.

### Distinctions
Dishonored 2 a été nommé et a remporté de nombreux prix décernés par des publications spécialisées dans l'industrie du jeu vidéo. Il a été nommé Jeu de l'année par PC Gamer, recevant des nominations dans la même catégorie par IGN, Golden Joystick Awards et les Game Developers Choice Awards. Il figurait également sur les listes des meilleurs jeux de l'année de Polygon, GamesRadar, Eurogamer, GameSpot, VG247 et The Verge. Il se positionne en deuxième place du classement général de Game Revolution et d'Entertainment Weekly. Dishonored 2 a remporté le prix du meilleur jeu d'action-aventure aux Game Awards et par IGN, prenant la deuxième place du classement de DualShockers. Il a également remporté le prix du meilleur jeu de furtivité par Game Debate et meilleur environnement par Game Informer. Il a en outre été nommé pour le meilleur jeu d'action par Hardcore Gamer et Game Debate, meilleur jeu par les Game Developers Choice Awards et les BAFTA Games Awards, tandis que ses visuels ont reçu des nominations par les Golden Joystick Awards et les BAFTA. De plus, il a remporté le prix du meilleur jeu PlayStation 4 et a été nommé pour le meilleur jeu Xbox One par IGN. Dishonored 2 a reçu deux nominations aux Visual Effects Society Awards pour les meilleurs effets visuels pour « A Crack in the Plate » et le meilleur environnement pour « The Mansion Mechanics ». Enfin, le jeu a été nommé dans dix-neuf catégories aux National Academy of Video Game Trade Reviewers, mais n'a remporté que la meilleure conception de costumes.
| Année | Récompense                                     | Catégorie                      | Résultat   | Réf.    |
| ----- | ---------------------------------------------- | ------------------------------ | ---------- | ------- |
| 2016  | The Game Awards 2016                           | Meilleur jeu d'action/aventure | Lauréat    | [ 132 ] |
| 2017  | Visual Effects Society Awards                  | Meilleurs effets visuels       | Nomination | [ 142 ] |
| 2017  | Visual Effects Society Awards                  | Meilleur environnement         | Nomination | [ 142 ] |
| 2017  | Game Developers Choice Awards                  | Meilleur design                | Nomination | ,       |
| 2017  | Game Developers Choice Awards                  | Jeu de l'année                 | Nomination | ,       |
| 2017  | National Academy of Video Game Trade Reviewers | Meilleure animation            | Nomination | [ 143 ] |
| 2017  | National Academy of Video Game Trade Reviewers | Meilleure technicité           | Nomination | [ 143 ] |
| 2017  | National Academy of Video Game Trade Reviewers | Meilleure direction artistique | Nomination | [ 143 ] |
| 2017  | National Academy of Video Game Trade Reviewers | Meilleurs costumes             | Lauréat    | [ 143 ] |
| 2017  | National Academy of Video Game Trade Reviewers | Meilleur système de jeu        | Nomination | [ 143 ] |
| 2017  | National Academy of Video Game Trade Reviewers | Meilleure bande son            | Nomination | [ 143 ] |
| 2017  | National Academy of Video Game Trade Reviewers | Meilleurs effets sonores       | Nomination | [ 143 ] |
| 2017  | National Academy of Video Game Trade Reviewers | Meilleur jeu d'action          | Nomination | [ 143 ] |
| 2017  | British Academy Video Games Awards             | Meilleure direction artistique | Nomination | [ 139 ] |
| 2017  | British Academy Video Games Awards             | Meilleur design                | Nomination | [ 139 ] |
| 2017  | British Academy Video Games Awards             | Meilleure narration            | Nomination | [ 139 ] |
| 2017  | Golden Joystick Awards                         | Meilleure direction artistique | Nomination | ,       |
| 2017  | Golden Joystick Awards                         | Jeu de l'année                 | Nomination | ,       |

## Suite et contenus liés

### Publications
En mai 2016, Bethesda a annoncé une mini-série de bandes dessinées et une trilogie de romans Dishonored centrées principalement sur les événements entre le premier et le deuxième jeu. La mini-série de bandes dessinées, publiée par Titan Comics et écrite par Gordon Rennie avec des illustrations d'Andrea Olimpieri et Marcelo Maiolo, se compose de quatre numéros, dont le premier tome, Dishonored : La supercherie de Wyrmwood (Dishonored: The Wyrmwood Deceit en version originale), a été publié en août 2016. Adam Christopher a écrit les trois romans Dishonored : L'Homme corrodé (Dishonored: The Corroded Man) paru le en 2016, Dishonored : Le retour de Daud (Dishonored: The Return of Daud) et Dishonored : La Terreur dissimulée (Dishonored: The Veiled Terror), parus en 2018.
Le livre Art of Dishonored 2 par Dark Horse Comics est sorti le même jour que Dishonored 2. Un concours artistique s'est tenu via les réseaux sociaux entre le 28 juin et le 17 juillet 2016, permettant à 5 vainqueurs d'apparaitre dans le livre,. Un roman graphique, The Peeress and the Price est sorti le 20 février 2018. Écrit par Michael Moreci, dessiné par Andrea Olimpieri et colorisé par Mattia Iacono, il sert de continuité au jeu.

### Dishonored: La Mort de l'Outsider
Un standalone du nom de Dishonored : La Mort de l'Outsider sort le 15 septembre 2017. Le jeu permet d'incarner Billie Lurk et montre les retrouvailles entre elle et Daud, quelques années après les évènements de Dishonored 2. Tous deux unissent leurs efforts pour tenter de tuer l'Outsider, et ce faisant revisitent certains des environnements déjà proposés dans Dishonored 2, dont les décors sont remaniés pour montrer l'écoulement du temps. Les développeurs profitent également de la Mort de l'Outsider pour implanter des mécaniques de jeu prévues pour le précédent opus mais abandonnées faute de temps, comme des systèmes de sécurité supplémentaires pour entraver le cheminement du joueur, ou bien pour davantage montrer l'importance technologique du vent à Karnaca.

### Deathloop
À l'automne 2021, la branche lyonnaise d'Arkane Studios publie son premier jeu non lié à la série Dishonored en quinze ans, Deathloop. Bien qu'officiellement présenté comme totalement indépendant des mondes précédemment explorés par Arkane, des joueurs ont tôt fait de repérer certains détails laissant à penser que cette nouvelle histoire se situe en réalité dans l'univers de Corvo et d'Emily : en plus de proposer des pouvoirs tels que la téléportation ou la manipulation mentale, directement extraits de Dishonored 2, Deathloop contient des « pistolets de duel anciens » dont le modèle paraît tout droit tiré des mains des protagonistes et des gardes des jeux précédents. La contrée de Tyvia, à laquelle il est fait plusieurs fois référence dans la diégèse des jeux Dishonored sans que le joueur ne la visite jamais, est également mentionnée comme étant proche de l'île sur laquelle se déroule Deathloop, Blackreef, dans des documents internes à Arkane et auxquels des joueurs ont eu accès après une fuite de données.

#### Ouvrages
- (en) Bethesda Studios, The Art of Dishonored 2, Dark Horse Books, 2016, 184 p. (ISBN 1506702295)

#### Conférences
- (en) Steve Lee, « Level Design Workshop: An Approach to Holistic Level Design », sur Game Developers Conference, 2017.
- (en) Laurent Couvidou, Xavier Sadoulet, « Taking Back What's Ours: The AI of 'Dishonored 2' », sur Game Developers Conference, 2017.

#### Articles
- (en) Phill Cameron, « Level Design Deep Dive: Dishonored 2's Clockwork Mansion », sur Game Developer, 15 mars 2017.

#### Documentaires vidéo
- (en) Noclip, « The Untold History of Arkane: Dishonored / Prey / Ravenholm / LMNO / The Crossing », 26 mai 2020.
- (en) Noclip, « The Making of Dishonored », 10 mai 2021.
- (en) GDC, "How a Time Loop Influenced 'Deathloop's' Narrative Design"